# John Crichton (4e comte Erne)
Pour les articles homonymes, voir Crichton.
John Henry Crichton, 4e comte Erne, (16 octobre 1839 - 2 décembre 1914), titré vicomte Crichton de 1842 à 1885, est un pair anglo-irlandais et un homme politique conservateur. 

## Biographie
Il est le fils de John Crichton (3e comte Erne) et de Selina Griselda Beresford. 
Il est nommé haut shérif de Donegal pour 1867. Il est ensuite élu à la Chambre des communes pour Enniskillen en 1868, siège qu'il occupe jusqu'en 1880, puis représente Fermanagh de 1880 à 1885. Entre 1876 et 1880, il est Lord du Trésor dans l'administration conservatrice de Benjamin Disraeli. En octobre 1885, il succède à son père en tant que quatrième comte Erne et entre à la Chambre des lords, et devient Lord Lieutenant de Fermanagh de 1885 à 1914. Il est fait Chevalier de l'Ordre de St Patrick en 1889; et est nommé au Conseil privé d'Irlande dans la liste des honneurs du couronnement de 1902 publiée le 26 juin 1902 et installé par le Lord lieutenant d'Irlande, George Cadogan (5e comte Cadogan), au château de Dublin le 11 août 1902. Il est grand Maître de l'Ordre d'Orange de 1886 à 1914.
Lord Erne épouse Florence Mary Cole, fille de William Cole (3e comte d'Enniskillen), en 1870. 
Il meurt le 2 décembre 1914, à l'âge de 75 ans, et son petit-fils John Crichton (5e comte Erne), fils de son fils aîné, le major Henry William Crichton, vicomte Crichton, lui succède. Sa fille Mabel Crichton épouse Hugh Grosvenor et est la mère des 4e et 5e ducs de Westminster. 